# Canterburyi Szent Ágoston
Canterburyi Ágoston, OSB (Róma, 534. november 13. – Canterbury, 604. május 26.) bencés szerzetes, 598-ban Canterbury első érseke. Ő az angol egyház egyik megalapítója, Anglia egyik védőszentje, szokásos mellékneve „az angolok apostola”.
Ágostont, aki egy római kolostor perjele volt, 595-ben Nagy Szent Gergely bízta meg azzal, hogy vezesse a pogány I. Æthelberht országának, a Kenti Királyságnak a keresztény hitre térítésével megbízott missziót. Talán azért Kentet választották helyszínül, mert közel volt ahhoz a Galliához, amely már akkor is keresztény királyság volt, és mert Æthelberht király felesége, Berta Párizs királyának, I. Charibertnek a keresztény lánya volt. Bertától azt várták, hogy a térítés sikeressége érdekében hatni tud férjére. Bár a misszió még Kent elérése előtt visszafordult, Ágoston Thanet szigetén partra szállt, és Æthelberht központi városa, Canterbury felé vette az irányt.
Æthelberht áttért a keresztény hitre, a misszionáriusokat hagyta szabadon prédikálni, a városfalon kívül még területet is biztosított számukra, ahol kolostort alapíthattak. Ágostont az angolok püspökévé szentelték, aki a király számos alattvalóját megtérítette. A legnagyobb tömeges keresztelésre 597 karácsonyán került sor, amikor a karácsonyi misén több ezer ember vette fel a keresztséget. 601-ben Gergely pápa további misszionáriusokat, s velük együtt biztató leveleket és ajándékokat küldött az egyháznak. Sikertelenül próbálta meg a kelta püspököket rábeszélni, hogy vessék alá magukat Ágoston egyházrendszerének. 604-ben Londonban és Rochesterben katolikus püspökségeket alapítottak, s létrehoztak egy iskolát angolszász papok és misszionáriusok képzésére. Szintén Ágoston intézte utódjának, Canterburyi Lőrincnek a felszentelését.
Ágoston 604-ben halt meg, ezt követően röviddel már szentté is avatták. Az angliai egyház és a Szentszék között még 930 évig megvolt az egység, mígnem VIII. Henrik a 16. században függetlenné nem nyilvánította az előbbit.

## A misszió háttere
Miután a római légiók 410-ben elhagyták Britannia provinciát, a Brit-sziget lakosainak egyedül kellett megvédeniük magukat a szászok támadásai ellen. A sziget lakosságát már Britannia szétesése előtt is keresztény hitre térítették, még eretnekük is volt, Pelagius. A légió kivonulása után a déli partokat pogány törzsek népesítették be, de a sziget nyugati fele keresztény maradt. A brit egyház a rómaitól külön fejlődött, rájuk az Ír-szigetet megtérítő misszionáriusok voltak hatással. A brit egyházra inkább a kolostorok, semmint a püspökségek voltak a jellemzők. A két egyház között eltérés mutatkozott a húsvét dátumának megállapításában és a papok által hordott hajviselet, a tonzúra jellemzőiben is. A kereszténységnek a keleti parton való túlélésére utaló bizonyítékok közé tartozik Szent Alban kultuszának fennmaradása és az eccles, a latin egyházért kifejezésnek az angol településnevekben való megléte. Arra vonatkozó nincsenek bizonyítékok, hogy ezek az őskeresztények próbáltak volna téríteni az angolszászok körében.
Ez volt a háttér, amelynek ismeretében I. Gergely pápa 595-ben úgy határozott, hogy hittérítőket küld az angolszász területekre. Kentet Æthelberht irányította, aki 588 előtt vette feleségül Berta frank királyi hercegnőt, a meroving király, I. Charibert lányát. Házasságával egy időben magával vitte Kentbe Liudhard püspököt is, akivel Canterburyben felújítottak egy római korból származó templomot, talán a mai Canterburyi Szent Márton-templomot. Bár Æthelberht angolszász szokást követő pogány volt, feleségének megengedte a vallásgyakorlást. Berta egyik életrajzírója azt állítja, hogy Æthelberht felesége hatására kérte meg Gergely pápát, hogy küldjön hozzá hittérítőket. Ian Wood történész feltevése szerint a kezdeményezés egyszerre érkezett a kenti udvar és a királynő oldaláról. Más történészek úgy vélik, hogy bár az indíték homályos, maga Gergely küldte a misszionáriusokat. Szent Béda egyik híres története szerint a római rabszolgavásáron Gergely találkozott szőke angolszász rabszolgákkal, és ekkor döntött úgy, hogy megtéríti ezt a népet. Az ország kiválasztásában azonban sokkal praktikusabb dolgok is közrejátszhattak, például hogy új területekkel ismertessék el a pápaság hatalmát, illetve befolyást szerezzenek az egyre hatalmasabb kenti király udvarában. A misszió a longobárdokhoz küldött csapat ott fölöslegesnek ítélt része lehetett.
Kent és Æthelberht választásánál számos szempont közrejátszhatott, amelyek között az is szerepelt, hogy a király felesége szabadon gyakorolhatta vallását. A frankok és a kentiek közötti kereskedelem szilárd alapokon állt, a nyelvi korlátok is csak csekély akadályt jelentettek, mivel a misszió tolmácsai a frankoktól jöttek. A küldöttség ideirányításának egy másik oka a Kenti Királyság hatalmának folyamatos növekedése lehetett. Ceawlin wessexi király 592-es bukása óta Æthelberht volt a vezető angolszász uralkodó. Szent Béda, egy 8. századi szerzetes, aki megírta az angol egyház történetét, úgy utal Æthelberhtre, mint akinek imperiuma, hatalma van a Humber folyótól délre fekvő területek fölött. Végül Kentnek a frankokhoz való közelsége a keresztény területekről érkező segítség lehetőségét is jelentette.
595-ben Gergely a Szent Antoniusz apátság egyik papját, Ágostont választotta a Kentbe küldendő misszió vezetőjének, és ő választotta ki az Ágostont kísérő szerzeteseket is. Gergely pápa támogatást remélt a frank királytól, és Ágoston érdekében számos frank püspöknek írt levelet, amelyben leírta a küldetést, és arra kérte őket, hogy küldöttjét és csapatát megfelelő fogadtatásban részesítsék. Ezeknek a leveleknek néhány másolata Rómában fennmaradt. A küldetés megsegítése érdekében a pápa II. Theuderich burgundi és II. Theudebert austrasiai királynak, valamint nagyanyjának, Brünhildének is írt levelet. Gergely II. Chlothárnak, Neustria királyának megköszönte az Ágostonnak nyújtott segítséget. A vendégszeretet mellett a frank püspökök és királyok tolmácsokat is biztosítottak, és néhány frank pap is elkísérte a missziót. Azzal, hogy Gergely elintézte a frank királyoknál és püspököknél a fogadtatást, Kentben is kellemes légkört teremtett Æthelberht udvarában a térítők számára, mivel valószínűtlen, hogy a király kellemetlenül bánna olyanokkal, akikkel feleségének rokonai láthatóan jóban vannak. A frankok ez idő tájt igyekeztek befolyásukat Kentre is kiterjeszteni, s Ágoston küldetésének támogatása segíthetett e cél elérésében is. Chlotharnak a gyakorlatban egy, a Csatorna mindkét oldalára kiterjedő uradalomra volt szüksége, hogy nagyobb sikerrel vezethesse seregeit a szomszédos frank királyságok ellen.
Arról nem maradtak fenn források, Gergely miért egy szerzetest nevezett ki a küldetés élére. Gergely pápa írt egyszer egy ajánlást Æthelberhtnek, melyben kifejtette, hogy Ágoston mennyire érti a Bibliát, tehát hogy mennyire művelt. Képességei között megtalálható volt az adminisztráció vezetéséhez szükséges szakértelem is, amelyet Gergely jól ismert, hiszen amikor pápaként egyidejűleg a Szent Antal-apátság apátja volt, Ágoston perjelre bízta az apátság napi ügyeinek intézését.

## Megérkezése és első erőfeszítései
Ágoston Canterburyi Lőrinccel, az érsekség következő előjárójával és negyven másik emberrel – köztük szerzetesekkel – érkezett meg. Nem sokkal azután, hogy elhagyták Rómát, a misszionáriusok az előttük álló feladattól elcsüggedve megálltak. Ágostont visszaküldték, hogy szerezze meg a pápa jóváhagyását a küldöttek visszatéréséhez. Gergely ezt megtagadta, és a küldöncöt egy biztató levéllel indította vissza, hogy tartsanak ki, és folytassák útjukat. 597-ben Ágoston csapatával együtt kikötött Kentben. Már rögtön megérkezésük után sikereket értek el: Ethelbert megengedte, hogy a papok a fővárosban, Canterburyben letelepedjenek és igét hirdessenek. A misék helyszíne a Szent Márton-templom volt. Sem Béda, sem Gergely nem említi meg Ethelbert megkeresztelésének időpontját, de a feltevések szerint erre 597-ben került sor. A középkor elején a tömeges áttéréshez először az uralkodó áttérése szükségeltetett, és Ágostonról azt jegyezték fel, hogy Kentbe való érkezését követően egy év alatt számos embert térített meg. 601-ben Gergely mind Ethelbertnek, mind Bertának levelet írt, amelyben a királyt fiának nevezte, és utalt megkeresztelésére is. Thomas Elmham 15. századi krónikás feljegyzéseiben említés található egy akkori hagyományról, mely szerint a királyt pünkösd vasárnapján, vagyis 597. június 2-án térítették meg. A dátum kétségbevonására nincs indok, de nem is bizonyítható.
Ágoston a püspökség központját Canterburybe helyezte. Nem világos, hol és mikor avatták püspökké. Béda egy századdal a történtek után azt állította, hogy Æthelberht megkeresztelését követően Ætherius, Arles frank érseke szentelte fel, azonban Gergely pápa korabeli levelei Ágostont már Angliába való érkezése előtt is püspökként emlegetik. Gergely egyik, 597 szeptemberében írt levele Ágostont püspöknek nevezi, és csak egy tíz hónappal később írja, hogy a németek érseke felszentelte.

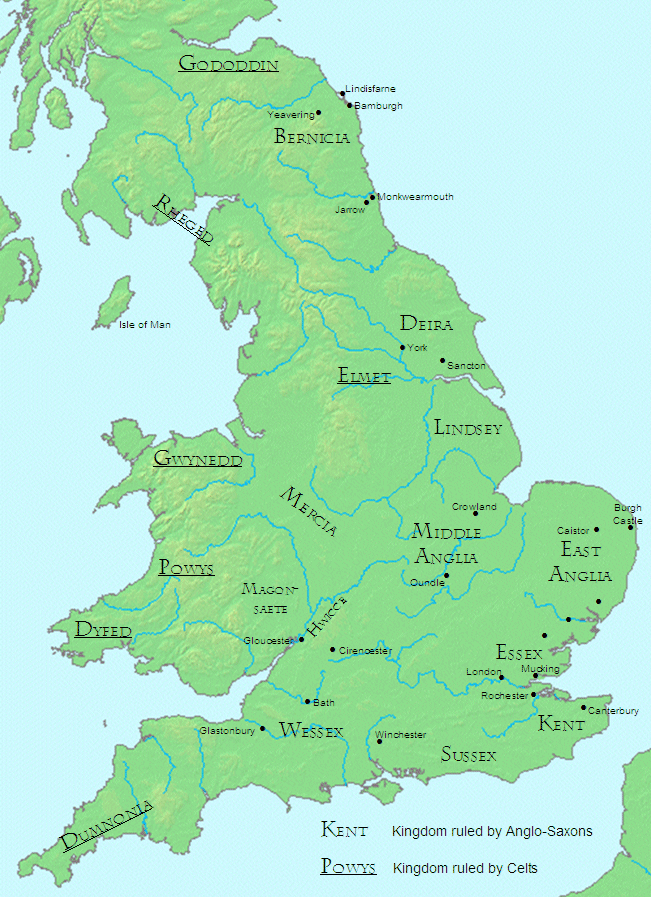
Az angol királyságok 600 körüli kiterjedését ábrázoló térkép

Nem sokkal érkezése után megalapította a Szent Péterről és Szent Pálról elnevezett kolostort, melyet később átneveztek Canterburyi Szent Ágoston-apátsággá. Az apátság területét a király adományozta. Gergely egy 598-ban az Eulogiosz alexandriai pátriárkának írt levelében azt írta, hogy Kentben több mint 10 000 embert kereszteltek meg; lehet hogy a szám túlzás, de nincs okunk arra, hogy megkérdőjelezzük az ilyen arányú vallásváltást. Lehetséges azonban, hogy már Ágoston érkezése előtt is voltak Kentben keresztények, akik a Római Birodalom idejéből őrizték meg a vallást.
Ezeket a sikeres térítéseket követően Ágoston visszaküldte Lőrincet Rómába, vele együtt tájékoztatót küldött a misszióról, és kérdéseket intézett a pápához. Béda Az angol nép egyháztörténete című művében a következőket írta: Ágoston számos kérdésben Gergelytől kért tanácsot. Ezek közé tartozott az, hogy hogyan szervezze meg az egyházat, mi legyen a templomok fosztogatóinak büntetése, útmutatást kért, hogy ki kivel köthet házasságot, és a püspökök felszentelésének tárgyában. A többi megvitatott kérdéskör közé tartoztak a brit és a gall egyház viszonya, a gyermekek születése és a keresztelés, és mikor lépnek be az emberek a felekezetbe jogszerűen, valamint hogy a papok hogyan tarthatnak misét.
601-ben egy másik missziót küldtek Rómából Canterburybe. Ágostonnak papi süveget, szent edényeket, miseruhákat, ereklyéket és könyveket vittek. A papi süveg a metropolitai rang jelképe volt, és azt jelezte, hogy Ágoston ettől kezdve érsek volt. A süveggel együtt Gergely egy levelet is küldött, melyben arra szólítja fel az új érseket, hogy amint lehetséges, nevezzen ki 12 segédpüspököt, és egy püspököt küldjön Yorkba. Gergely elképzelései szerint két metropolita lett volna a szigeten: egy Yorkban, egy pedig Londonban. Mindkettőjük alá pedig 12 segédpüspök lenne beosztva. A terv részeként Ágostonnak érseki székhelyét át kellett volna helyeznie Canterburyből Londonba. Ez az átköltözés soha nem történt meg. Nincs olyan korabeli irat, mely ennek indokát tartalmazná, de talán az lehetett az oka, hogy London nem tartozott Ethelbert területei közé. London az Æthelberht unokatestvére, Sæberht uralma alá tartozó Essexi Királyság része volt. Ő 604-ben tért át a keresztény hitre. Suso Brechter történész véleménye szerint az érsekség központja valóban átkerült Londonba, ám Æthelberht halála után megszűnt ez a poszt, s ekkor ismét Canterbury lett a székhely. Ez a feltételezés azonban ellentmond Bédának az eseményekről írt változatának.

## További munkássága

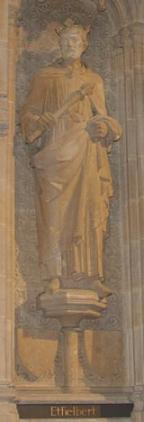
Kenti Szent Æthelberht egy szobron a rochesteri székesegyházban

604-ben Ágoston további két püspökséget alapított a szigeten. A két terület élére két, 601-ben hozzá érkezett embert választott. London püspöke Mellitusz, míg Rochester püspöke Jusztusz lett. Béda azt írja, hogy Ágoston a király segítségével helyreállított egy canterburyi templomot, amit még a római katolikusok építettek. Nem világos, hogy ez alatt Béda azt értette, hogy Ágoston újjáépíttette a templomot, vagy pedig azt, hogy mindössze felszentelt egy olyan helyet, ami előtte pogány szertartásoknak adott helyet. Régészeti bizonyítékok az utóbbit látszanak alátámasztani; 1973-ban egy, a római időkben épült mellékhajó maradványait tárták fel a canterburyi katedrálistól délre.
Ágoston nem tudta hatalmát a Walesben és a Dummoniában élő keresztényekre is kiterjeszteni. Gergely kinyilatkoztatta, hogy ezeknek a keresztényeknek Ágoston fennhatósága alá kellene kerülniük, és el kellene ismerniük őt vezetőjükként. Béda elbeszélése szerint a régió briton lakossága kétkedve tekintett Ágostonra, és gyanakvásukat Ágoston egyik téves ítélete tovább súlyosbította. 603-ban Ágoston és Æthelberht megbeszélésre hívta össze az angol püspököket. A találkozót követően a vendégek elvonultak, hogy megtárgyalják a király és kísérete ajánlatát, azt, hogy Ágostont a következő ülésen tisztelet övezze. Mivel Ágoston nem tudott kiemelkedni a többi brit érsek közül, megtagadták, hogy őt püspökükké válasszák. Komoly nézeteltérések voltak azonban Ágoston és a brit egyház között is, ami talán nagyobb szerepet játszott abban, hogy nem sikerült megállapodást kötni. Ilyen témák voltak a tonzúra, a húsvét időpontjának megállapítása, és a mélyen gyökerező különbségek az aszkétizmus és a misszionárius törekvések megítélésében, valamint az egyház felépítésében. Néhány történész úgy véli, Ágoston nem igazán értette meg a brit egyház történelmét és hagyományait, és ez rontotta meg a kapcsolatot közte és püspökei között.

## További sikerei
Könnyebb volt átültetni Róma elképzeléseit a pogány templomok és az ünnepek tekintetében. Az eredetileg pogány templomokat kereszténnyé szentelték, és amennyiben lehetséges volt, a hagyományokat is átültették úgy, hogy ezután ezekkel a keresztény mártírokra emlékeztek. Az egyik vallási helyszínről kijelentették, hogy az egy helyi szent, Szent Szixtusz szentélye, kinek követői nem jegyezték fel vezetőjük életét és halálát sem. Lehet, hogy itteni őskeresztények voltak, azonban vallásukat nem nagyon gyakorolták. Mikor Gergely tudomást szerzett a dologról, megtiltotta, hogy a kultuszt tovább folytassák, és felszólította Ágostont, hogy a helyet inkább Szent Szixtusz helyeként tiszteljék.
Gergely törvényt alkotott az egyháziak és a világiak viselkedéséről. Az új missziót közvetlenül a pápa fennhatósága alá utalta, s világossá tette, hogy sem az angol püspököknek nincs a frank területeken fennhatósága, sem pedig fordítva. Más előírások az egyháziak képzésével és a misszionáriusok életvitelével voltak kapcsolatosak.
A canterburyi King’s School Ágostont tartja alapítójának. Ez alapján ez lenne a világ legidősebb iskolája, írásos dokumentáció azonban csak a XVI. századból maradt fenn. Ágoston alapított itt egy iskolát, amely nem sokkal halála után már tanárokat tudott kiküldeni Kelet-Angliába, hogy segítetsék az ott tevékenykedő misszionáriusok munkáját. Ágoston liturgikus könyveket kapott a pápától, ám ezek tartalma ma már nem ismert. Ezek azon misekönyvek példányai lehettek, amelyeket ebben az időben írtak. Nem ismert az sem, hogy milyen liturgiát hozott Ágoston Angliába, de valószínűleg a latin liturgia egyik fajtája lehetett, melyet abban az időben Rómában használtak.

## Halála és hagyatéka
Ágoston már halála előtt felszentelte az érseki posztra utódjának Canterburyi Lőrincet, talán azért, hogy biztosítsa a tisztség továbbélését. Bár Ágoston haláláig, 604. május 26-áig a küldetés alig terjeszkedett túl Kent területén, erőfeszítései megalapozták a Brit-szigeteken egy későbbi, sokkal hatékonyabb misszió létrejöttét. Bár már korábban is voltak keresztények az Ír-szigeten és Walesben, nem történtek arra utaló próbálkozások, hogy a szász hódítókat megpróbálják megtéríteni. Ágostont azért küldték, hogy ezeknek a szász hódítóknak az utódjait megtérítse, és hogy tovább mélyítse a kereszténység erejét a Brit-szigeteken. Sikereinek nagy részét annak köszönhette, hogy közeli kapcsolatban állt Ethelberttel, ami biztosította az érsekség megalapításához a megfelelő körülményeket. Ágoston példája kihatással volt az Angolszász Egyház nagy küldetéseire is.
Ágostont eredetileg a mai Canterburyi Szent Ágoston-apátság oszlopcsarnokában temették el, de később exhumálták, és egy apátsági templom sírjába helyezték, ami később zarándokhely lett. Anglia normann megszállását követően aktívan támogatták Szent Ágoston kultuszát. Az angol reformáció idején sírját lerombolták, és földi maradványai eltűntek.
Ma egy kelta kereszt jelzi Ebbsfleetben, Kent keleti részén azt a helyet, ahol Ágoston állítólag partra szállt, bár Alan Kay történész 2005-ben úgy nyilatkozott a BBC-nek, hogy Ebbsfleet a 6. században nem is a tengerparton feküdt, Ágoston inkább valahol Stonar és Sandwich között érhetett partot. Szerinte az Ágoston itteni partra szállásáról szóló történeteket 1884-ben egy viktoriánus arisztokrata kezdte el terjeszteni, akinek szüksége volt egy olyan figyelemfelhívó dologra, mely az akkoriban nyitott teaházába vonzza a vendégeket.

## Fordítás
- Ez a szócikk részben vagy egészben az Augustine of Canterbury című angol Wikipédia-szócikk ezen változatának fordításán alapul.  Az eredeti cikk szerkesztőit annak laptörténete sorolja fel. Ez a jelzés csupán a megfogalmazás eredetét és a szerzői jogokat jelzi, nem szolgál a cikkben szereplő információk forrásmegjelöléseként.